# 전국체육대회 개막식
전국체육대회 개막식은 대한체육회가 주관하는 전국체육대회, 전국동계체육대회, 전국소년체육대회, 전국생활체육대축전에서 대회 시작을 공식적으로 선언하고 기념하는 행사이다. 전국체육대회 개막식은 주 개최지의 주 경기장에서 개최하는 것을 원칙으로 하며, 개막식이 진행되는 동안 경기는 진행되지 않는다.

## 구성
전국체육대회 개막식은 식전 행사, 주제 공연, 공식 행사, 식후 행사 등으로 구성되어 있다.

### 공식 행사
공식 개막식 행사는 대한체육회에서 운영 내규에 따라 기획되며, 개막식에서 의무적으로 시행하도록 규정된 행사는 아래와 같다.
| 오후 개회식 | 오후 개회식                      | 오후 개회식 | 오후 개회식               | 야간 개회식 | 야간 개회식                      | 야간 개회식 | 야간 개회식               |
| 순서        | 행사                             | 시간        | 비고                      | 순서        | 행사                             | 시간        | 비고                      |
| ----------- | -------------------------------- | ----------- | ------------------------- | ----------- | -------------------------------- | ----------- | ------------------------- |
| 1           | 귀빈 입장                        |             |                           | 1           | 귀빈 입장                        |             |                           |
| 2           | 개식 선언                        | 1분         |                           | 2           | 개식 선언                        | 1분         |                           |
| 3           | 선수단 입장                      | 25분        |                           | 3           | 선수단 입장                      | 25분        |                           |
| 4           | 국기에 대한 경례                 | 1분         |                           | 4           | 국기에 대한 경례                 | 1분         |                           |
| 5           | 애국가 제창                      | 2분         |                           | 5           | 애국가 제창                      | 2분         |                           |
| 6           | 순국선열 및 호국영령에 대한 묵념 | 1분         |                           | 6           | 순국선열 및 호국영령에 대한 묵념 | 1분         |                           |
| 7           | 개회 선언                        | 1분         | 문화체육관광부 장관       | 7           | 개회 선언                        | 1분         | 문화체육관광부 장관       |
| 8           | 환영사                           | 1분         | 개최지 광역지방자치단체장 | 8           | 환영사                           | 1분         | 개최지 광역지방자치단체장 |
| 9           | 대회기 게양                      | 2분         | 《체육대회가》 합창       | 9           | 대회기 게양                      | 2분         | 《체육대회가》 합창       |
| 10          | 성화 점화                        | 5분         | 《이기자 대한건아》 합창  | 10          | 개회사                           | 2분         | 대회장(대한체육회장)      |
| 11          | 개회사                           | 2분         | 대회장(대한체육회장)      | 11          | 기념사                           | 5분         |                           |
| 12          | 기념사                           | 5분         |                           | 12          | 체육인 헌장 낭독                 | 2분         | 개최지 시도체육회장       |
| 13          | 체육인 헌장 낭독                 | 2분         | 개최지 시도체육회장       | 13          | 선수 및 심판 대표 선서           | 2분         |                           |
| 14          | 선수 및 심판 대표 선서           | 2분         |                           | 14          | 성화 점화                        | 5분         | 《이기자 대한건아》 합창  |
| 15          | 선수단 퇴장                      | 7분         |                           | 15          | 선수단 퇴장                      | 7분         |                           |

## 전국체육대회
| 대회   | 날짜             | 시간 | 장소                    | 주제 | 비고 |
| ------ | ---------------- | ---- | ----------------------- | ---- | ---- |
| 1920년 | 1920년 11월 4일  |      | 배재고등보통학교 운동장 |      |      |
| 1921년 | 1921년 2월 11일  |      | 배재고등보통학교 운동장 |      |      |
| 1921년 | 1921년 10월 15일 |      | 보성고등보통학교 운동장 |      |      |
| 1921년 | 1921년 10월 31일 |      | 경성중학 운동장         |      |      |
| 1922년 | 1922년 2월 11일  |      | 경성중학 운동장         |      |      |
| 1922년 | 1922년 5월 20일  |      | 보성고등보통학교 운동장 |      |      |
| 1922년 | 1922년 10월 14일 |      | 배재고등보통학교 운동장 |      |      |
| 1922년 | 1922년 11월 23일 |      | 배재고등보통학교 운동장 |      |      |
| 1923년 | 1923년 5월 17일  |      | 배재고등보통학교 운동장 |      |      |
| 1923년 | 1923년 10월 15일 |      | 휘문고등보통학교 운동장 |      |      |
| 1923년 | 1923년 11월 21일 |      | 휘문고등보통학교 운동장 |      |      |
| 1924년 | 1924년 5월 16일  |      | 배재고등보통학교 운동장 |      |      |
| 1924년 | 1924년 6월 14일  |      | 휘문고등보통학교 운동장 |      |      |
| 1924년 | 1924년 9월 22일  |      | 휘문고등보통학교 운동장 |      |      |
| 1924년 | 1924년 10월 30일 |      | 배재고등보통학교 운동장 |      |      |

## 참고 문헌
- “대한체육회 국내종합경기대회”. 대한체육회.
- 《대한체육회 50년》. 대한체육회. 1970. 2020년 11월 8일에 원본 문서에서 보존된 문서. 2022년 11월 5일에 확인함.
- 《대한체육회 70년사》. 대한체육회. 1990. 2020년 11월 8일에 원본 문서에서 보존된 문서. 2022년 11월 5일에 확인함.
- 《대한체육회 90년사》. 대한체육회. 2011. 2020년 11월 8일에 원본 문서에서 보존된 문서. 2022년 11월 5일에 확인함.
- 대한체육회 100주년 기념사업부 (2020). 《대한민국 체육 100년》. 대한체육회.
- 《대한민국 체육 100년 Ⅰ 통사 (민족과 함께 한 대한민국 체육 100년)》. 대한체육회. 2020.
- 《대한민국 체육 100년 Ⅱ 민족의 구심체, 조선체육회 (1920~1945)》. 대한체육회. 2020.
- 《대한민국 체육 100년 Ⅲ 세계를 향한 도전 (1945~1980)》. 대한체육회. 2020.
- 《대한민국 체육 100년 Ⅳ 스포츠로 꽃피운 대한민국 (1981~2000)》. 대한체육회. 2020.
- 《대한민국 체육 100년 Ⅴ 스포츠강국을 넘어 선진국으로(2001~2020)》. 대한체육회. 2020.
- 《전국종합체육대회 개·폐회식 운영 내규》. 대한체육회. 2024년 6월 5일에 원본 문서에서 보존된 문서. 2024년 6월 6일에 확인함.

## 같이 보기
- 전국체육대회
- 전국체육대회 폐막식